# 劇場版 仮面ライダージオウ Over Quartzer
『劇場版 仮面ライダージオウ Over Quartzer 』（げきじょうばん かめんライダージオウ オーヴァークォーツァー）は、2019年7月26日より東映系で公開された、日本の映画作品。同時上映作品は『騎士竜戦隊リュウソウジャー THE MOVIE タイムスリップ!恐竜パニック!!』。
キャッチコピーは「平成仮面ライダー、最終章。」「時代を壊せ、未来を変えろ。」。

## 概要
特撮テレビドラマ仮面ライダーシリーズの『仮面ライダージオウ』の単独映画作品であり、テレビシリーズとは異なる真の最終回として位置づけられている。タイトルはテレビシリーズの主題歌「Over "Quartzer"」に由来する。ドライブ以外のライドウォッチが正式に継承されている状態で始まり、47話ではゲイツがクリムと剛を知っていたこと、特に剛については本作品で出会ったことが公式サイトに明言されている。白倉は、「39話と40話の間くらいに位置づけてもおかしくはない」という、しかしその場合40話の時点で、ドライブの力を継承できていない点が説明がつかない為45・46・47話に相当する時間軸の物語として、劇場版『龍騎』と同様テレビシリーズとは結末の異なる「もう1つの最終回」という位置付けとなった。
過去のシリーズ作品に登場する、いわゆるレジェンドライダーからは、『仮面ライダードライブ』の詩島剛 / 仮面ライダーマッハとクリム・スタインベルトが登場し、ドライブライドウォッチをめぐる物語が展開される。
また本作品限定の仮面ライダー（バールクス・ザモナス・ゾンジス）やフォーム（オーマフォーム）も登場するほか、『ジオウ』の次作である『仮面ライダーゼロワン』の仮面ライダーゼロワンがテレビシリーズの放送開始に先駆けて登場する。また、仮面ライダーブレン・仮面ライダーG・仮面戦隊ゴライダー・仮面ライダー斬月 カチドキアームズ・漫画『仮面ライダークウガ』の仮面ライダークウガといった、テレビシリーズ以外のメディア媒体に登場した仮面ライダーもゲスト登場する。
さらに、フジテレビ系列のバラエティ番組『とんねるずのみなさんのおかげです』にて放送された「仮面ライダーシリーズ」非公認のパロディドラマ『仮面ノリダー』から木梨猛が登場する。
2019年5月17日には群馬県高崎市の八幡塚古墳でエキストラ約1,200人によるロケも行われた。午前11時から、午後7時終了という長時間の撮影で、情報解禁前であったゼロワン登場シーンにはロケ中ではキカイダー01が代役に使われている。
2019年7月26日から28日までの興行収入は3億3,000万円、動員数は26万人を突破している。

## あらすじ
西暦2019年、平凡な高校生だった常磐ソウゴ / 仮面ライダージオウは、50年後の世界に君臨する最低最悪の魔王オーマジオウとなる運命を変えるため、未来から訪れたツクヨミや明光院ゲイツ / 仮面ライダーゲイツ、そして彼を「我が魔王」を崇める予言者ウォズ / 仮面ライダーウォズとともに、平成仮面ライダーたちの力を集めようとしていた。

### 前半
ある日、彼らは「長篠合戦図屏風の絵柄が変わり、謎の武者やロボットが現れた」というニュースを目にする。次いで、仮面ライダードライブの開発者であるクリム・スタインベルトから、助けを求めるメッセージが届く。クリム邸の跡地に赴いたソウゴたちは、ドライブの仲間である詩島剛 / 仮面ライダーマッハと合流し、地下に安置されていた不思議な匂いを漂わせる十字架を手にする。そこにジョウゲン / 仮面ライダーザモナスが現れ、ソウゴから十字架を奪って去ると、クリムの存在が不安定になり、歴史上から消えそうになる。
ザモナスの標的は16世紀に生きていたクリムの祖先だと見当をつけたソウゴたちは、タイムマジーンに乗って1575年に向かう。現地では織田信長と武田勝頼の軍勢が激突する長篠の戦いが始まろうとしていた。武田軍に近づいたツクヨミとウォズは、襲ってきた忍びを逆に締め上げ、「外国人の女性が狙われている」という情報を得る。一方、織田軍に接触したソウゴとゲイツは、牛三に腕前を見せつけたことで認められ、信長に取り次いでもらうことに成功する。
実際に会ってみた信長は、後世で伝えられる苛烈な魔王とは似ても似つかない呑気な性格で、戦を前にしながらオランダ商人の娘クララ・スタインベルトに入れあげていた。ゲイツを自らの影武者に仕立て上げた信長は、その場を抜け出してクララを旅先まで送り届けようとする。そうこうしている内に戦が始まり、武田軍を率いたザモナスがクララの命を奪おうと迫ってくる。やむなくゲイツは織田軍とともに対抗する。
蘭奢待の匂いを手掛かりに、ソウゴは信長とクララを見つけ出すが、そこに新たな敵のカゲン / 仮面ライダーゾンジスが現れる。さらにゲイツとザモナスもそれぞれ合流し、戦いの末に2人の刺客は撃退される。
クララの旅の目的とは、若き宣教師ピエトロに逢うことだった。失恋した格好の信長は、ふてくされながらもピエトロの破損した十字架に蘭奢待の欠片を差し込み、元の形状に戻してやる。クララは感謝の証として、実家から織田軍に3000丁の鉄砲を贈り、これが戦の勝因となるのであった。
2019年に帰還したソウゴたちは、存在を安定させたクリムと剛から、ドライブの力を秘めたライドウォッチを受け取る。これですべての平成仮面ライダーのライドウォッチが、ソウゴの元に集まった。

### 後半
平成ライダーの力を集め終えたことを謳い上げたウォズは、出現した墳丘の上にしつらえた玉座へとソウゴをいざなう。ところがその場所には、すでに常磐 SOUGO / 仮面ライダーバールクスが腰かけていた。「歴史の管理者」を標榜する集団クォーツァーを率いるSOUGOは、ソウゴを「替え玉」と呼んで叩きのめす。さらにSOUGOはいくつものダイマジーンを召喚し、平成年間生まれの人や物を宙に吸い上げ、消し去ろうとした。剛も危うく吸われそうになるが、タイムマジーンに密航していた牛三の助けで、地上に踏みとどまる。
牢に入れられたソウゴは、クォーツァーの一員としての身分を明らかにしたウォズを問い詰める。ウォズはこれまで、混沌とした平成ライダーの力をひとつにまとめ、整然とした歴史を新しく築き直すために、ソウゴを利用していたのだった。ウォズが去ったのち、ソウゴは隣の牢にいる木梨猛に気づく。改造人間となって悪と戦いながらも「仮面ライダー」として選ばれなかった猛は、「選ばれた者には相応の責任がある」とソウゴを叱咤する。そこへツクヨミ、剛、牛三が現れ、脱出の手引きをする。
そのころゲイツは、牛三仕込みの変装でクォーツァーに化けてSOUGOに接近し、奪われていたライドウォッチを取り返した。追跡してきたウォズに対し、ゲイツは「俺たちは似た者同士」と語りかける。オーマジオウ抹殺のために未来から訪れたゲイツが、いつしかソウゴを仲間と認めたように、ウォズもまたソウゴの器に思うところがあるだろう、というのだ。それを聞いたウォズはゲイツを圧倒しながらも、戦闘を切り上げて姿を消す。
ソウゴは玉座の前まで戻り、再びSOUGOと対峙する。「おまえたちの平成って醜くないか？」と語るSOUGOは、石ころだらけの路のような平成という時代を綺麗に舗装し直してやる、とうそぶく。駆けつけたゲイツからライドウォッチを受け取ったソウゴは、バールクスに変身したSOUGOと激しい戦いを始める。しかしバールクスには平成ライダーの力が通じず、最強のグランドジオウの姿でも歯が立たない。ゲイツもまた、ザモナスとゾンジスに締め上げられていた。あきらめかけたソウゴを、バールクスが宙に放り投げる。
そのとき、ソウゴの脳裏にオーマジオウの声が響いた。たとえ生まれながらの王でないとしても、「王になりたい」と願ったのは自分自身だ、と。「世界をよくするため」という自らの志の原点に立ち返ったソウゴは、オーマフォームの姿となって舞い戻る。そこへ現れたウォズは、新たな王者の誕生を祝福すると、仕込まれた未来が記された予言書を破り捨てた。
すると平成仮面ライダーたちが続々と集結し、クォーツァーの軍勢を蹴散らし始める。さらにはテレビシリーズの枠を超え、舞台作品や漫画作品などからもライダーの加勢が相次いだ。ウォズは「平成ライダーの歴史は豊潤で、一冊の本には収まりきらない」と述べるが、裏切りに怒ったバールクスによって、背後から刺し貫かれる。それを見たゲイツの鼓舞によって、成り行きを見守っていた市民たちも立ち上がり、クォーツァーの戦線は完全に崩壊。ザモナスとゾンジスも倒された。
バールクスは巨大化して最後の勝負に出るが、仮面ライダークウガからジオウまでのすべての力を束ねた平成ライダーキックを受けて敗れる。戦いが終わり、未来が書き換わったことで、ツクヨミとゲイツは2019年から消滅した。ひとり残されたソウゴに、同じく生き残ったクォーツァーたちが「本当に歴史をやり直したくはないのか？」と問いかける。ソウゴは改めて歴史を整えようとする試みを否定し、彼の「人生が美しくないのは当たり前」という答えを受け入れたクォーツァーたちは去る。
ところがソウゴが帰宅すると、消えたはずのツクヨミやゲイツ、死んだはずのウォズに出迎えられる。彼らの時間はもう少し続くようであった。

### 余禄
辛くも一命をとりとめていたゾンジスは、ただひとりとなっても歴史修正の望みを捨てられずにいた。そんな彼の前に、仮面ライダーゼロワンが不意に姿を現す。
ゼロワンに襲い掛かるゾンジスだったが、未知の力に翻弄され、あえなく返り討ちに逢う。すでに平成時代は終わり、新たな令和時代が始まろうとしていた。

## 本作品オリジナルの登場人物

### クォーツァー
「歴史の管理者」を名乗る謎の集団。SOUGOを除き、メンバーはウォズと同じ服装をしている。手下としてカッシーンやダイマジーンも操る。
SOUGOを筆頭に平成ライダーによって紡がれた歴史が歪であると認識し、令和を迎えるにあたって一度平成という時代そのものを消し去ろうとする。そのため、ウォズにソウゴを利用して平成仮面ライダーの力をひとつに集める計画を進めさせた。
- 後付けの歴史が描かれた逢魔降臨暦は、適当にこしらえた半分フィクションであるため、自分の力で未来を選び取らなければならないというヒロイックなメッセージを落とし込むため、敵として設定された[9]。
- 逢魔降臨暦の通りに歴史を運行しようとするウォズを引きで見ているという設定のため、劇中のウォズの「私までコスプレしたら観ている人が混乱するからね」やテレビシリーズの「この本によれば…」という台詞は、観客や視聴者に向けた台詞でもあり、クォーツァーにも向けた二重の意味を持つ台詞でもあるという[9]。

常磐 SOUGO（） / 仮面ライダーバールクス
赤い衣装を着たクォーツァーのリーダー。ウォズが本来の魔王として擁立しようとしていた男でもある。
平成という時代を作り直そうとする。
- 常磐SOUGOを演じたISSAは、役作りとして死神博士を意識している。

カゲン / 仮面ライダーゾンジス
クォーツァーのメンバーの一人。凶暴な性格で、忍者軍団やカッシーン軍団を率いてクララの命を狙う。
エンドロール後でゾンジスの姿で生き延びており、3体のカッシーンを率いて新たな時代を作ろうと目論んだが、現れたゼロワンと交戦し、倒される。
- カゲンを演じたパパイヤは、役作りとして本郷猛をイメージしている。

ジョウゲン / 仮面ライダーザモナス
クォーツァーのメンバーの一人。知略に優れる冷静な性格で、クリムの屋敷を襲撃した後、1575年にて長篠の戦いの武田軍の先鋒として加勢し、クララの命を狙う。
- 最初に登場した際の衣装は『仮面ライダーアマゾンズ』の鷹山仁をイメージしている。

その他　構成員
ウォズ・SOUGO・カゲン・ジョウゲン以外のメンバーたち。ラストでは上記の面々抜きでソウゴたちと対話するシーンがある。
平成の歴史を過小評価しているが、純粋な悪とも言えない一面も見せている。

### 1575年の人物
クララ・スタインベルト
オランダ商人の父がいる少女。クリムの遠い祖先でもある。仮面ライダードライブの歴史を消すために武田軍を利用したジョウゲンとカゲンに命を狙われるが、実際はソウゴたちをおびき寄せてドライブウォッチを継承するきっかけを与える囮に過ぎなかったことが判明する。

織田信長
自身を「第六天魔王」と名乗っていた戦国時代の武将。後世に伝わっていた信長とはイメージが異なり、ゲイツを影武者に仕立て上げ、クララのもとへ会いに行く。
- 映画『仮面ライダー×仮面ライダー オーズ&ダブル feat.スカル MOVIE大戦CORE』や『仮面ライダー×仮面ライダー 鎧武&ウィザード 天下分け目の戦国MOVIE大合戦』には信長をモチーフとしたキャラクターが登場していたが、信長本人が登場したのは本作品が初である。監督の田﨑は、当初は第六天魔王としての信長にソウゴが出会うという予定であったが、信長について改めて調べたところ近年の研究では彼のイメージが諸説あるということを知り、最も信長らしくないキャスティングにしたと述べている。

牛三
信長に仕える家臣の忍者。信長にまつわる伝記を作っていたが、ゲイツに惚れ込んでタイムマジーンに潜入し、現代を訪れてゲイツたちに協力する。1575年ではソウゴを「我が魔王」と呼ぶウォズの一言を伝記に書き記したことから、後世に伝わる信長が第六天魔王のイメージとなった。

ピエトロ
カトリック系の修道士の南蛮人。クララが探していた。

## 本作品オリジナルの仮面ライダー
本作品に登場するクォーツァーのメンバーが変身する仮面ライダーは、ジオウやゲイツ同様、専用のライドウォッチをジクウドライバーに装填することで変身し、複眼には共通して「ライダー」の文字がある。
- 平成に制作されたものの、平成仮面ライダーシリーズにカウントされなかった仮面ライダーがモチーフ、および名前の由来となっている[出典 7]。
- バールクスはメインとして登場するため、ライダーに近いデザインラインの造りとなっており、ザモナスとゾンジスは怪人に近い造りとなっており、怪人に近いディテールを施している[27]。
- 顔の文字は、顔の輪郭をはみ出るほど大きく入れたり、昔のライダーのように小さい目で入れるなどジオウではやらなかったバランスを試している[27]。
- ジオウ、ゲイツ、ウォズの差別化として、ジオウのフォームチェンジの案としても出ていたゴールドのスケルトン、懐中時計、歯車などの時計の内部機構が露出した意匠を肩アーマーに取り入れ、革のバンドと合わせることでレトロな印象になるようデザインされている[出典 8]。
- 撮影用スーツは、2ピース型で既にベーススーツに各プロテクターパーツが装着され一体化した状態で造形され、そこに革バンドを装着している[29]。3体とも、マントと革バンドの着脱が可能[29]。

### 仮面ライダージオウ オーマフォーム
常磐ソウゴがジクウドライバーにオーマジオウライドウォッチを装填して変身する、オーマジオウの力を宿したジオウの究極強化形態。「最終王者」と呼ばれている。
変身音声は「キングタイム！仮面ライダージオウ！オーマ！」。
その姿はオーマジオウと共通する部分を持ちつつも大きく異なり、手から衝撃波を放つ、時間を停止するなど、オーマジオウと同様の能力を行使できる。劇中では時間操作能力でダイマジーンを経年させ、ボディを錆びつかせた。
- デザインコンセプトは「キレイなオーマジオウ」[27][32]。ラスボスとして描かれたオーマジオウをヒロイックにアレンジしたもので、上品でゴージャスな感じにするため過度な装飾を抑え、オレンジがかった明るい金色のマスクにしている[出典 9]。背中の時計針のマントはジオウの顔の針に準じたデザインに戻し、襷掛けだった時計バンドも左右対称のマントにしているほか、顔の「王」のモールドはシルエットの変化のため羽や翼のような形で複眼の延長線上に取り入れ、ヒロイックな方向で混沌から秩序への変化の違いを出している[27][32]。額のそのまま嵌め込まれたジオウライドウォッチは、仏像の白毫のように見せている[32]。ブーツ部分は「新たな歴史」を歩み始めたことを表現するため、ジオウトリニティと共通である[26][32]。
- スーツ・マスクは、アップ・アクション兼用の1種類が制作されている[32]。メッシュパーツの複眼パーツを換装することで視界を良好にしている[32]。光沢感のあるベーススーツは、従来のタイツに比してストレッチ性が劣るため、肘と膝にはアイボリー系の異なる生地が縫製されている[32]。またアクションに適するようにするため、後半身をタイツ生地にしている[32]。
- 白倉プロデューサーは、本作品に登場するオーマジオウは2068年に存在する本人ではなくソウゴ自身の一種のアバターであり、オーマジオウとの対話は自分自身との対話という心理描写の要素、オーマフォームへの変身はソウゴ自身の自覚や決意のメタファーでもあるとしている[26][9]。

必殺技
キングタイムブレーク
オーマジオウライドウォッチのライドオンスターターを押すことで発動し、最強形態となったすべての平成ライダーと共に飛び蹴りを叩き込む。劇中でジオウは「平成ライダーキック」と呼称している。さらに全平成ライダーたちが各作品のタイトルと共に巨大化したバールクスの板状のバリアを破り、「平成」の文字を刻み込んだ。ライダーの背後には各番組のロゴが、尾を引いている。
- 平成ライダー全員が必殺技のキックを打ち込むというのは、『平成ジェネレーションズ FOREVER』で既にやっているため、異なるアプローチをすることになった。平成の元号を発表する会見で、当時の官房長官であった小渕恵三が「平成」と書かれた額縁を掲げるのが元になっており、小渕が会見で額縁を覗き込むように見ていた場面があったため、バールクスも覗き込む場面を入れている。

キングギリギリスラッシュ
サイキョージカンギレードの必殺技。刀身から伸びる光に「ジオウサイキョウー」の文字が浮かび、光の剣を出現させて相手を両断する。
アラウンド・ザ・クロック
『仮面ライダー シティウォーズ』オリジナルの必殺技。時計型の魔法陣を発生させ、周囲を爆発させる。

### 仮面ライダーバールクス
常磐SOUGOがジクウドライバーにバールクスライドウォッチを装填して変身する仮面ライダー。
変身音声は「仮面ライダーバールクス！」。
平成ライダーの力を無効化する能力を持つ。劇中ではバイオライダーとJのライドウォッチを併用して自身を巨大化させた。オーマフォームが召喚した平成ライダーたちが最強フォームに変身した際は液状化と巨大化によって攻撃を無効化。さらにバイオライダーの能力を使用して巨大な水の板状のバリアで防いだ。
- 変身ポーズは仮面ライダーBLACK RXの変身ポーズが元になっている[7][28]。
- 名前は「BLACK RX」のアナグラム（「BARLCKX」）から来ており、所持するライドウォッチもBLACK RX・ロボライダー・バイオライダーのものとなっている[25][28]。
- 配色や首周りのデザインは仮面ライダーBLACK RXをモチーフとしている[26]。
- 変身時の、変身エフェクトと背後に出現する時計にはBLACK RXの要素を入れている[36]。

武器
長剣
ジクウドライバーから「リボルケイン！」と掛け声を掛けて取り出すリボルケインに似た長剣。鍔の部分にも同様の意匠があり、青白く刀身が発光する。

必殺技
バールクスタイムブレーク
右足にエネルギーを集中させ、回し蹴りを放つ。

### 仮面ライダーゾンジス
カゲンがジクウドライバーにゾンジスライドウォッチを装填して変身する仮面ライダー。
変身音声は「仮面ライダーゾンジス！」。
武器は使用せず、パワーと厚い硬質皮膚による防御力に特化した肉弾戦で戦う。劇中ラストではロボライダーライドウォッチを使用して胸部からミサイルを発射した。
- 名前は「シン（SIN）」「ZO」「J」のアナグラム（「ZONJIS」）から来ており、所持するライドウォッチもシン・ZO・Jのものとなっている[25][37]。
- 変身ポーズは仮面ライダーJの変身ポーズが元になっている[22][37]。
- マスクの蛇腹状のディテールはZOとJを、生体的要素を強調したボディはシンをモチーフとしている[26][37]。着脱可能なマントは表地はクロコダイル調、裏地はスエードタッチの薄布の二重構造になっており、肩プロテクターも外れる仕様になっている[出典 16]。マントはラスボスだと見えるようなミスリードを意図している[26]。
- 変身時に背後に出現する時計のエフェクトにはシンの第3の目と、ZO・Jのベルトを模した宝玉が埋め込まれている[36]。
- 変身完了時にはクラッシャーを展開させている[36]。

### 仮面ライダーザモナス
ジョウゲンがジクウドライバーにザモナスライドウォッチを装填して変身する仮面ライダー。
変身音声は「仮面ライダーザモナス！」。
野性的かつ俊敏な動きで奇襲攻撃を仕掛けて戦う。
- 名前は「AMAZONS」のアナグラム（「ZAMONAS」）から来ており、所持するライドウォッチもアマゾンオメガ・アルファ・ネオのものとなっている[25][37]。当初は『仮面ライダー THE FIRST』・『仮面ライダー THE NEXT』の要素を取り入れることも検討されていたが、要素が多すぎてしまうため、『アマゾンズ』のライダーのみに絞られた[26]。
- 頭部はアマゾンオメガ、左半身はアマゾンアルファ、右半身はネオ、全身のディテールはシグマといったデザインモチーフが引用されている[25][37]。オメガの緑色はゾンジスと被るため、メインカラーには用いられなかった[26][37]。

武器
ボウガン（クロスボウ）
- 撮影用のプロップは、アップ・アクション兼用の1つが制作されており、実際に矢を取り外すことや弦を引くことも可能。

## 関連用語・アイテム

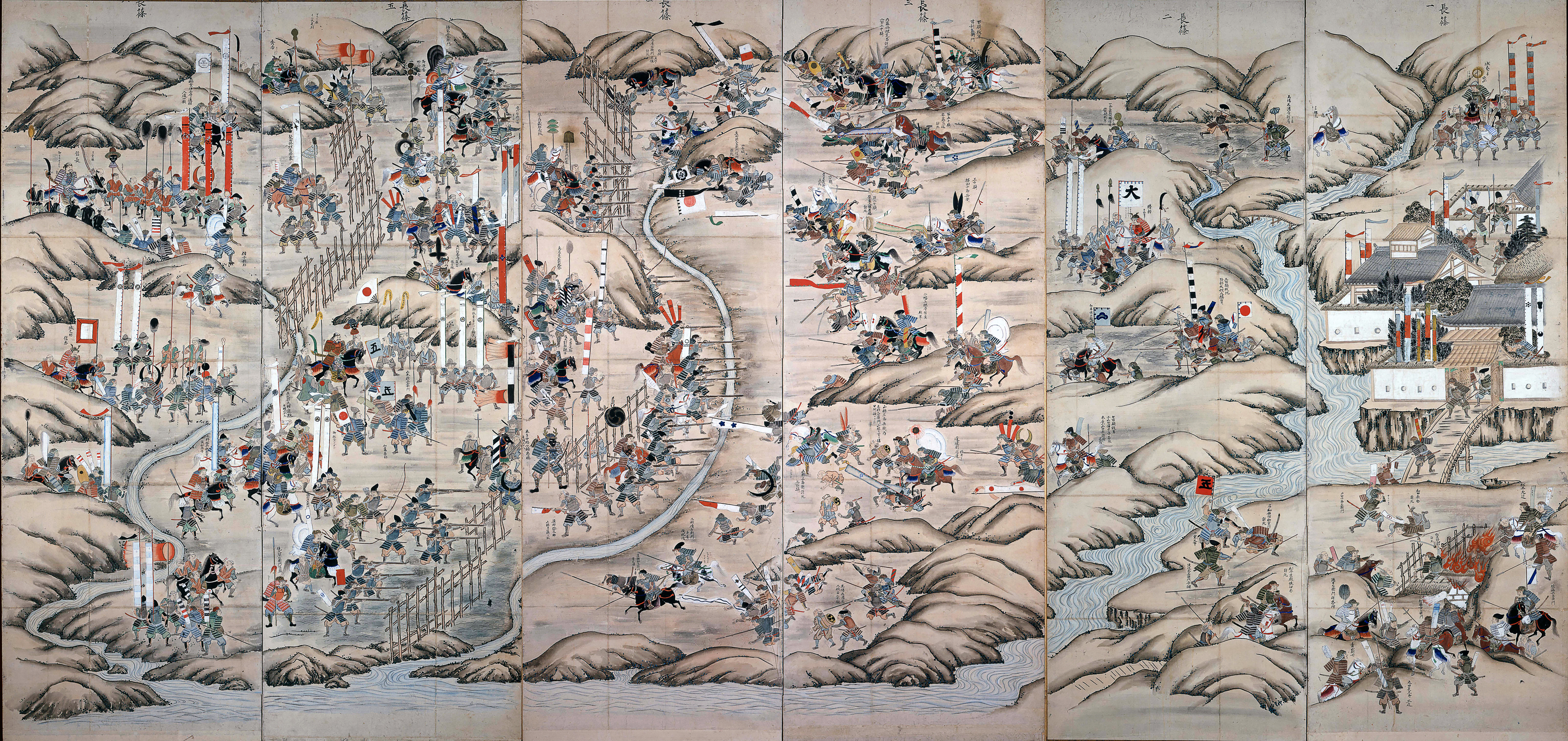
長篠合戦図屏風（徳川美術館蔵）

長篠合戦図屏風
長篠の戦いを描いた屏風絵。この中に仮面ライダーゲイツとタイムマジーン（ゲイツ機）らしき姿が突然現れたのがテレビでニュースとして流れたため、敵のいる時代が判明する。
実在の美術品であり、所蔵美術館である徳川美術館（愛知県名古屋市）が撮影に協力した。
本映画限定のライドウォッチ
| 対応西暦 | 名称                           | 所持者                   | 劇中動向 |
| -------- | ------------------------------ | ------------------------ | --- |
| 2068     | オーマジオウライドウォッチ     | 常磐ソウゴ （ジオウ）    | オーマジオウの力を持つウォッチデバイス。 ジオウをオーマフォームに変身させる。 オーマジオウと邂逅したソウゴが、自らが王になることを改めて見出したことでオーマジオウから託された。 |
| 0000     | バールクスライドウォッチ       | 常磐SOUGO （バールクス） | バールクスに変身する。 |
| 1988     | RXライドウォッチ               | 常磐SOUGO （バールクス） | 劇中未使用。 |
| 1988     | ロボライダーライドウォッチ     | 常磐SOUGO （バールクス） | ゾンジスが使用。 |
| 1988     | バイオライダーライドウォッチ   | 常磐SOUGO （バールクス） | バールクスがJライドウォッチと併用[15]。 |
| 0000     | ゾンジスライドウォッチ         | カゲン （ゾンジス）      | ゾンジスに変身する。 |
| 1992     | シンライドウォッチ             | カゲン （ゾンジス）      | 劇中未使用。 |
| 1993     | ZOライドウォッチ               | カゲン （ゾンジス）      | 劇中未使用。 |
| 1994     | Jライドウォッチ                | カゲン （ゾンジス）      | バールクスがバイオライダーライドウォッチと併用[15]。 |
| 0000     | ザモナスライドウォッチ         | ジョウゲン （ザモナス）  | ザモナスに変身する。 |
| 2016     | アマゾンオメガライドウォッチ   | ジョウゲン （ザモナス）  | 劇中未使用。 |
| 2016     | アマゾンアルファライドウォッチ | ジョウゲン （ザモナス）  | 劇中未使用。 |
| 2017     | アマゾンネオライドウォッチ     | ジョウゲン （ザモナス）  | 劇中未使用。 |
| 2014     | マッハライドウォッチ           | 詩島剛 （マッハ）        | 仮面ライダーマッハの力を持つライドウォッチ。 常磐ソウゴを認めた詩島剛がドライブライドウォッチとともに手渡した。                                                                  |

## キャスト
- 常磐ソウゴ / 仮面ライダージオウ - 奥野壮
- 明光院ゲイツ / 仮面ライダーゲイツ - 押田岳
- ツクヨミ - 大幡しえり
- ウォズ / 仮面ライダーウォズ - 渡邊圭祐
- 詩島剛 / 仮面ライダーマッハ - 稲葉友『仮面ライダードライブ』[39]
- クリム・スタインベルト - クリス・ペプラー『仮面ライダードライブ』[39]
- 織田信長 - 前野朋哉[24]
- 牛三 - 若林時英[24]
- 常磐SOUGO[注釈 4] / 仮面ライダーバールクス - ISSA[40]
- クォーツァーのメンバー[注釈 5] - DA PUMP[40]
- クララ・スタインベルト - 蒼葉える[20]
- ピエトロ - Caleb Bryant
- 常磐宗太郎 - 永島敬三
- 常磐奈美恵 - 今吉祥子
- 幼少ソウゴ - 高木波瑠
- 木梨猛 - 木梨憲武『仮面ノリダー』[11][注釈 2]
- ジョウゲン / 仮面ライダーザモナス - 斉藤秀翼[41]
- カゲン / 仮面ライダーゾンジス - パパイヤ鈴木[41]
- 常磐順一郎 - 生瀬勝久

### 声の出演
- オーマジオウ - 小山力也
- アナウンサー - 魚住咲恵
- 仮面ライダーゼロワン - 高橋文哉『仮面ライダーゼロワン』

### スーツアクター
当初、バールクスのスーツアクターはBLACK RXがモチーフのため、当時BLACK RXのスーツアクターを担当していた岡元次郎が担当する予定だったが、他のスケジュールが重なっていたため断念し、中田が担当することとなった。
一部出典はジャパンアクションエンタープライズ公式ホームページより。
- 仮面ライダージオウ[20] - 高岩成二
- 縄田雄哉
- 永徳
- 仮面ライダーマッハ[20][44] - 渡辺淳
- 仮面ライダーザモナス[20][17] - 神前元
- 仮面ライダーゾンジス[20][17] - 浅井宏輔
- 仮面ライダーバールクス[20][17] - 中田裕士
- 蜂須賀祐一
- 蜂須賀昭二
- 青木哲也
- 大林勝
- 富永研司
- 高田将司
- 藤田慧
- 岡田和也
- 寺本翔悟
- 伊藤茂騎
- 塚越靖誠
- 宮川連
- 北村海
- 佐野夏未
- 鍜治洸太朗
- 近藤雄太
- 清水麟太郎
- 岩立紫龍
- 原隆太
- 中川和貴
- 本田光騎[注釈 6]
- 飯島浩和
- 中村拓磨
- 加藤正樹
- 菊地雄人
- 齊藤謙也
- 小森拓真
- 渡辺実
- 竹内康博
- 高木英一
- おぐらとしひろ
- 佐藤義夫
- 向田翼
- 本多剛幸
- 村井亮
- 細川晃弘
- 寒川祥吾
- 藤田洋平
- 久田悠貴
- 三上真司
- 松本城太郎
- 五味涼子
- 坂梨由芽
- 林本奈々
- 中井絢子
- 五十嵐睦美
- 石上龍成
- 竹中凌大
- 橋本征弥
- 内田卓斗
- 豊田泰史
- 松原凛
- 駒﨑太嘉
- 剣士郎
- 榮桃太郎
- 小林駿哉
- 殿村将城
- 大槻響
- 石飛雄太
- 稲野純也
- 霜田元
- 平野謙椰
- 田崎直輝
- 堀田慶斗
- 寺田涼夏
- 安川桃香
- 山口貴史
- 片田ミチル
- 上平田結花
- 大河平レオン
- 吉田光
- 松本直也

## スタッフ
- 原作 - 石ノ森章太郎
- 脚本 - 下山健人[20]
- 音楽 - 佐橋俊彦[20]
- 製作 - 手塚治（東映）、西新（テレビ朝日）、高木勝裕（東映アニメーション）、間宮登良松（東映ビデオ）、柴田邦彦（ADKエモーションズ）、相原晃（東映エージエンシー）、垰義孝（バンダイ）
- 企画 - 中川昌義（東映）、鷲尾天（東映アニメーション）、加藤和夫（東映ビデオ）、高橋知子（ADKエモーションズ）、清水啓司（東映エージエンシー）、金木勲（バンダイ）
- 撮影 - 上赤寿一（WING-T）
- 照明 - 斗沢秀
- 美術 - 大嶋修一
- 録音 - 堀江二郎
- 編集 - 佐藤連
- スクリプター - 國米美子
- 助監督 - 伊藤良一
- 制作担当 - 中島嘉隆
- ラインプロデューサー - 佐々木幸司
- 絵コンテ - 伊藤そうあ
- プロデューサー補 - 小出大樹、瀧島南美
- キャラクターデザイン - 田嶋秀樹（石森プロ）、小林大祐（PLEX）
- カッシーンデザイン - 篠原保
- 『仮面ライダーゼロワン』
  - 演出協力 - 杉原輝昭
  - アクション演出協力 - 渡辺淳（ジャパンアクションエンタープライズ）
  - プロデュース協力 - 大森敬仁、近松知佳、湊陽祐
- 劇場版「ジオウ・リュウソウジャー」製作委員会（東映、テレビ朝日、東映アニメーション、東映ビデオ、ADKエモーションズ、東映エージエンシー、バンダイ）
- 製作プロダクション - 東映テレビ・プロダクション
- スーパーバイザー - 小野寺章（石森プロ）
- エグゼクティブプロデューサー - 佐々木基（テレビ朝日）
- プロデュース - 白倉伸一郎・武部直美（東映）、井上千尋（テレビ朝日）、菅野あゆみ、古谷大輔（ADKエモーションズ）
- 特撮監督 - 佛田洋（特撮研究所）[20]
- アクション監督 - 宮崎剛（ジャパンアクションエンタープライズ）[20]
- 監督 - 田﨑竜太[40][20]
- 配給 - 東映[注釈 1]

## 音楽
主題歌「P.A.R.T.Y. 〜ユニバース・フェスティバル〜」
作詩 - shungo. / 作曲 - Drew Ryan Scott、MASAT / 編曲 - MASAT / 歌 - DA PUMP
2019年8月9日には同局の『ミュージックステーション』にDA PUMPが出演して本曲を披露し、仮面ライダージオウ・電王・鎧武も出演した。

## 制作
本作品の内容は、前作『平成仮面ライダー20作記念 仮面ライダー平成ジェネレーションズ FOREVER』に引き続き、平成仮面ライダーを題材としたメタフィクション構造となっており、織田信長のエピソードと合わせて後年語られる歴史はその時代の本当の姿ではないということを描いている。東映プロデューサーの白倉伸一郎は、「総括できない」ということが総括であると述べており、平成ライダーはクウガからジオウだけではないため、その美しい嘘を令和になってもつき続けるのは逆に醜くないかというアプローチから作られた。
今度こそ平成ライダーを終わらせるため、前作『平成ジェネレーションズ FOREVER』とは違う形で平成の総決算をやることとなったが、メタフィクションは前作でやったため、前半はタイムトラベルものでこれまでやって来なかったドライブを絡めて戦国で合戦をする話となった。後半では、ウォズの持つ逢魔降臨暦や歴史は何だったのかが大きな軸のひとつとなり、前半は織田信長に会うという話であったため、前半と後半を繋げる接着剤として牛三が立てられ、後半でのコメディリリーフとなった。
ソウゴが魔王とは別人であったという展開は、テレビシリーズ初期案のオチの一つとして検討されていたものである。白倉はテレビシリーズでやるには抵抗があるが、映画としてはわかりやすくコンパクトにまとめられると考え、本作品に用いたとしている。また、ウォズが裏切るという展開も、仮面ライダーウォズ ギンガファイナリー登場時の展開として想定されていたものである。

## 映像ソフト化
2020年1月8日発売。Blu-ray / DVDでリリース。
- 劇場版 仮面ライダージオウ Over Quartzer DVD通常版（1枚組）
  - 映像特典
    - TRAILER
- 劇場版 仮面ライダージオウ Over Quartzer DVDコレクターズパック（2枚組）
  - ディスク1：本編DVD
    - 映像特典
      - TRAILER

  - ディスク2：特典DVD
    - MAKING
    - 製作発表会見
    - 完成報告イベント
    - 公開初日舞台挨拶
    - 公開記念舞台挨拶
    - SPOT集
    - DATA FILE
    - POSTER GALLERY

  - 初回限定特典
    - 特製スリーブケース
- 劇場版 仮面ライダージオウ Over Quartzer Blu-ray+DVDセット コレクターズパック（2枚組）
  - ディスク1：本編Blu-ray
    - 映像特典
      - MAKING
      - 製作発表会見
      - 完成報告イベント
      - 公開初日舞台挨拶
      - 公開記念舞台挨拶
      - SPOT集
      - DATA FILE
      - POSTER GALLERY
      - TRAILER

    - 音声特典
      - オーディオ・コメンタリー（プロデューサー：白倉伸一郎×特撮監督：佛田洋×監督：田﨑竜太）

  - ディスク2：本編DVD
    - 映像特典
      - TRAILER

  - 初回限定特典
    - 特製スリーブケース

## 他媒体展開

### Webムービー
『仮面ライダーガッチャードVS仮面ライダーレジェンド』
『仮面ライダーガッチャード』のスピンオフ作品。仮面ライダーバールクスが登場。